# Enoplolambrus
Enoplolambrus is een geslacht van kreeftachtigen uit de klasse van de Malacostraca (hogere kreeftachtigen).

## Soorten
- Enoplolambrus carenatus (H. Milne Edwards, 1834)
- Enoplolambrus carinatus (Herbst, 1796)
- Enoplolambrus echinatus (Herbst, 1790)
- Enoplolambrus laciniatus (De Haan, 1839)
- Enoplolambrus praedator (de Man, 1906)
- Enoplolambrus pransor (Herbst, 1796)
- Enoplolambrus validus (De Haan, 1837)